# Józef Michniak
Józef Michniak (ur. 2 lutego 1956) – polski biathlonista, medalista mistrzostw Polski, reprezentant Polski.

## Kariera sportowa
Był zawodnikiem WKS Legii Zakopane, jego trenerem był Józef Rubiś.
Reprezentował Polskę na mistrzostwach świata juniorów w 1975 (32 m. w biegu indywidualnym, 24 m. w sprincie) i 1976 (5 m. w biegu indywidualnym, 16 m. w sprincie i 9 m. w sztafecie) oraz mistrzostwach świata seniorów w 1978 (33 m. w biegu indywidualnym, 30 m. w sprincie i 12. miejsce w sztafecie), 1979 (26 m. w biegu indywidualnym, 22 m. w sprincie i 9 m. w sztafecie) i 1983 (51 m. w biegu indywidualnym i 14 m. w sztafecie).
Na mistrzostwach Polski seniorów wywalczył 9 medali:
- 1977: 3 m. w biegu indywidualnym
- 1978: 2 m. w biegu indywidualnym, 2 m. w sprincie
- 1980: 1. m. w sztafecie (W barwach WKS), 3 m. w sprincie
- 1982: 2. m. w sztafecie (w barwach WKS), 2 m. w biegu indywidualnym
- 1983: 2. m. w sztafecie (w barwach WKS)
- 1986: 2. m. w sztafecie (w barwach WKS)

Był też mistrzem Polski juniorów w biegu indywidualnym w 1977, a na międzynarodowych mistrzostwach Polski juniorów zajął 2. miejsce w biegu indywidualnym i sprincie, będąc najlepszym zawodnikiem z Polski.